# Acquamarina (minerale)

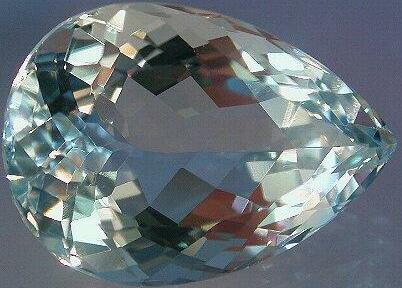
Acquamarina intagliata da 12 ct.

L'acquamarina (lingua latina aqua marina)  è una variante del minerale berillo, del gruppo omonimo.
Cristallizza con sistema esagonale, con formula chimica Be3Al2Si6O18, durezza 7,5-8 e densità 2,6-2,9. Il colore dipende dalla presenza di titanio o ferro. Il calore può determinare la variazione di colore, così come l'irraggiamento radioattivo.
È una gemma utilizzata nella realizzazione di gioielli.

## Diffusione
L'acquamarina è presente nelle rocce di pegmatite, granito o in rocce metamorfiche come gneiss, o in sedimenti in alvei fluviali.
La gemma più grande mai ritrovata fu rinvenuta a Marambaia (Brasile) nel 1910, con peso di 110,5 kg (552.500 ct.) e lunghezza di 48 cm (1 carat = 1/5 grammo = 0,2 g).
| Nome                        | Peso in carati | Anno scoperta | Paese                                    | Conservazione                                                                 |
| --------------------------- | -------------- | ------------- | ---------------------------------------- | ----------------------------------------------------------------------------- |
| Marta Rocha                 | 173.500        | 1954 o 1955   | Fattoria vicino a Teófilo Otoni, Brasile | Noto come Miss Brasile di Copacabana                                          |
| Quarto Centenario           | 110.000        |               | Brasile                                  |                                                                               |
| Estrela de Alva o Dawn Star | 96.000         |               | Brasile                                  |                                                                               |
| Dom Pedro                   | 10.395         | 1993          | Brasile                                  | Atelier Munsteiner su un obelisco, dal 2012 presso la Smithsonian Institution |
| nessuno                     | 4.438          |               |                                          | presso l'American Museum of Natural History di New York                       |
| Eyvan-Aquamarin             | 1.000          |               |                                          | 25 cm × 10 cm , verdeblu, Smithsonian Institution di Washington, D.C.         |

## Imitazione
Esistono numerosi tentativi di imitare la gemma con altre pietre come quarzo, spinello, agata colorati o vetro, riscaldandoli a diverse centinaia di gradi centigradi. Il colore ciano o blu può far confondere la gemma Acquamarina con altre tipo tormalina, topazio o zirconi, ma con densità superiori queste ultime.